# Batalla del Catllar
La batalla del Catllar o Batalla de Tamarit de 1641 fou un dels episodis del Setge de Tarragona durant la Guerra dels Segadors

## Antecedents
Poc després de la revolta que va suposar el Corpus de Sang, l'exèrcit de Felip IV va ocupar Tortosa i Tarragona, el 17 de gener de 1641, davant l'alarmant penetració de l'exèrcit castellà, Pau Claris al capdavant de la Generalitat de Catalunya, proclamà la República Catalana acordant una aliança política i militar amb França, posant Catalunya sota l'obediència de Lluís XIII de França. Pocs dies després, amb l'ajuda de l'exèrcit francès, la Generalitat obtingué una important victòria militar en la batalla de Montjuïc del 26 de gener de 1641, i les tropes castellanes es retiraven a Tarragona.
El 4 de maig de 1641 l'estol francès d'Henri d'Escoubleau de Sourdis es presentà davant de Tarragona i inicià el bloqueig de la ciutat amb les tropes de terra de Philippe de La Mothe-Houdancourt. Durant els mesos de maig i juny es lluità als voltants de Tarragona; el fort de Salou caigué en poder dels francesos el 9 de maig i els catalans i francesos aconseguiren una victòria transcendental a la batalla de Constantí el 13 de maig.

## Batalla
Mentre la infanteria del tinent coronel Antoni Meca i el capità Francesc de Mostarós i Bosser avançaven al pujol de la Creu prenent posicions molt avantatjoses, la cavalleria catalana i francesa, amb els miquelets de Josep Margarit i de Biure van encerclar els 1.000 soldats d'infanteria i 600 de cavalleria espanyols el 10 de juny que havien sortit de Tarragona per tal de recollir farratge, i de la ciutat va sortir una columna d'infanteria per socórrer els encerclats i cobrir la seva retirada.

## Conseqüències
Els espanyols no van fer més sortides de Tarragona per farratjar.
Finalment, després de ser derrotats en la primera batalla naval de Tarragona, els espanyols van bastir un nou estol i comandats per García Álvarez de Toledo y Mendoza finalment van aixecar el setge de Tarragona. La presència de la flota francesa a Barcelona va impedir que els reforços espanyols i les provisions arribessin al nord del Principat, cosa que va facilitar l'ocupació francesa de les viles i fortaleses que encara quedaven en mans castellanes (Perpinyà i Roses).